# Pfaffenreuth (Püchersreuth)
Das Dorf Pfaffenreuth gehört zur Gemeinde Püchersreuth in der nördlichen Oberpfalz und liegt 15 Kilometer nördlich von Weiden in der Oberpfalz in der Nähe von Windischeschenbach und Wurz.

## Geschichte
Die erste Erwähnung erfolgte am 6. November 1302 in einer Urkunde von Heinrich von Trautenberg, Richter von Störnstein.
Die Urkunde wird im Spitalarchiv Regensburg unter der Urkundennummer 1483 aufbewahrt.
1366/68 wurde im Salbuch des Burgenbezirks Störnstein Pfaffenreuth mit fünf Höfen erwähnt. 1572 wurde es mit sieben Bauernhöfen erwähnt. Auch heute gibt es noch  sieben Höfe.
Zwei Höfe unterstanden dem Stiftland Waldsassen mit Richtersitz in Neuhaus und fünf gehörten damals zur Herrschaft Störnstein/Neustadt (Lobkowitz).

## Einwohnerentwicklung in Pfaffenreuth ab 1819
| Jahr | Einwohner | Gebäude |
| ---- | --------- | ------- |
| 1819 | 49        | 8       |
| 1838 | 59        | 8       |
| 1871 | 52        | 33      |
| 1885 | 66        | 8       |
| 1900 | 74        | 9       |
| 1913 | 54        | 9       |

| Jahr | Einwohner | Gebäude |
| ---- | --------- | ------- |
| 1925 | 70        | 10      |
| 1950 | 71        | 12      |
| 1961 | 58        | 13      |
| 1970 | 66        | k. A.   |
| 1987 | 82        | 20      |
| 2011 | 85        | k. A.   |

## Sehenswürdigkeiten
- Hohler Stein
- Berghölzl

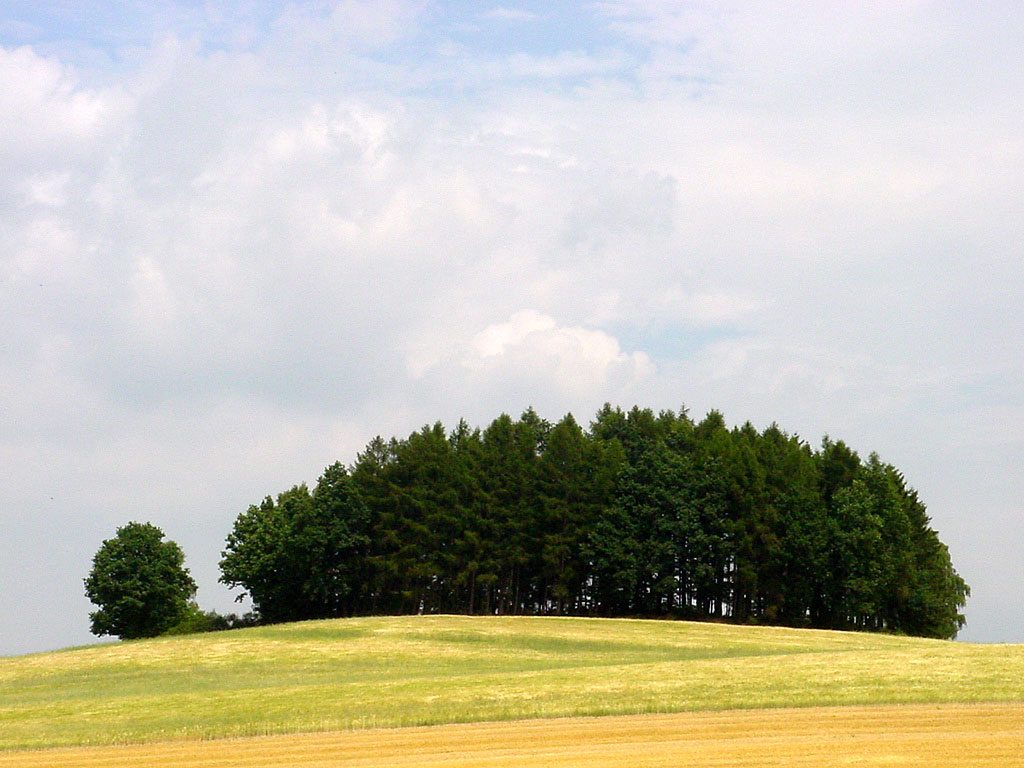
Berghölzl (1999)
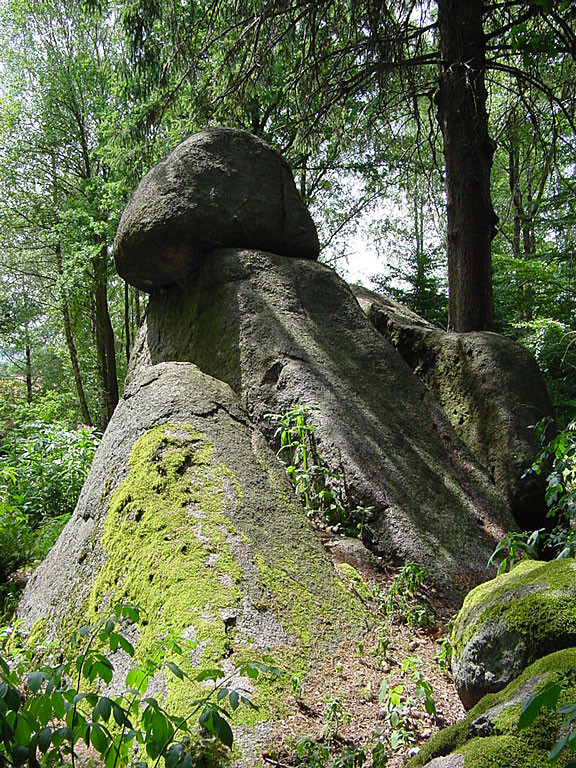
Hohler Stein (1999)